# James MacLachlan
Pour les articles homonymes, voir McLachlan.
James MacLachlan (1er avril 1919 - 31 juillet 1943) est un pilote de chasse et as de l'aviation de la Royal Air Force (RAF) pendant la Seconde Guerre mondiale. Il est crédité de 16 victoires aériennes remportées contre des appareils allemands et italiens.
Né dans le Cheshire et formé à la public school de Monkton Comb School dans le Somerset, MacLachlan s'engage dans la RAF à l'âge de 17 ans en mars 1937. Il devient rapidement pilot officer à titre temporaire le 18 mai 1937 et termine sa formation au pilotage au début de l'année 1939. Au terme de cette formation, James MacLachlan dispose d'une solide expérience dans tous les principaux appareils à disposition de la RAF au début de la Seconde Guerre mondiale.
Au commencement de la bataille de France, il fait partie du No. 88 Squadron RAF et vole sur le chasseur-bombardier Fairey Battle. Aux commandes de ce type d'appareil, il endommage deux avions allemands, ce qui lui vaut d'être décoré de la Distinguished Flying Cross. A l'été 1940, James MacLachlan est transféré dans une école d'aviation de chasse avant de rejoindre le No. 73 Squadron RAF et le No. 145 Squadron RAF (en), deux unités avec lesquelles il prend part à la bataille d'Angleterre aux commandes d'un Hawker Hurricane. A la fin de l'année, il est transféré sur le théâtre d'opérations méditerranéen pour rejoindre le No. 261 Squadron RAF. Il remporte alors huit victoires en deux mois avant d'être grièvement blessé au bras gauche. Ce dernier est amputé sous le coude, ce qui ne l'empêche pas d'effectuer à nouveau des missions nocturnes au-dessus de l'Europe occupée à la tête du No. 1 Squadron RAF en novembre de la même année, grâce à une prothèse.
En mai 1942, il est décoré de l'Ordre du service distingué après avoir remporté cinq victoires lors de missions nocturnes effectuées aux côtés de l'as tchécoslovaque Karel Kuttelwascher. En juillet 1942, MacLachlan a quitté son escadron pour un poste à l'Air Fighting Development Unit RAF (en) (AFDU). En octobre 1942, il part aux États-Unis pour une tournée de conférences. Il est de retour en Grande-Bretagne avec l'AFDU à la mi-1943 et rejoint en juin le No. 132 Squadron RAF (en). James MacLachlan remporte ses 3 dernières victoires au cours de missions au-dessus de la France. Il termine sa carrière avec un total de 16 victoires homologuées.
Le 18 juillet 1943, son P-51 Mustang s'écrase près de Dieppe dans des circonstances floues. Les Allemands le font d'abord prisonnier de guerre mais James MacLachlan meurt de ses blessures dans un hôpital militaire de Pont-l'Évêque treize jours plus tard, à 24 ans.

## Jeunesse

### Éducation

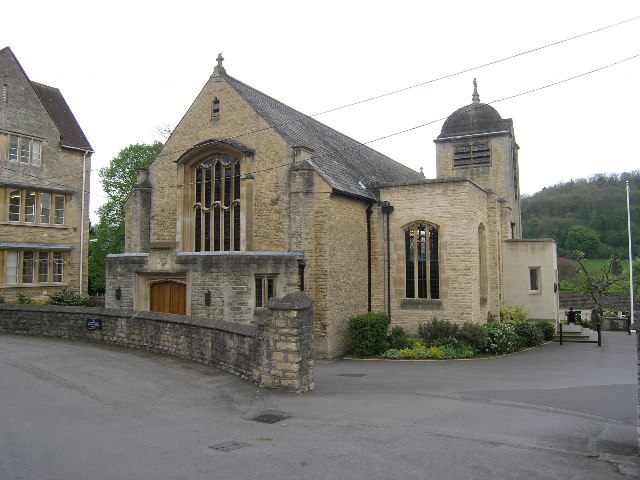
Chapelle de la Monkton Comb School.

James MacLachlan naît le 1er avril 1919 à Styal (en), un petit village du Cheshire. Il est le deuxième des six enfants de Hugh MacLachlan et de sa femme Helen (née Orr-Ewing). Les MacLachlan vivent dans la maison familiale de Styal, où Hugh est employé dans une fabrique de pétrole et de produits chimiques jusqu'à sa mort prématurée en 1928 d'une péritonite. Après la mort du père, la famille déménage à Southampton pour se rapprocher des parents d'Helen. Son père Archibald Orr-Ewing est lié aux Frères de Plymouth, à la China Inland Mission et au monde missionnaire. Grâce à l'influence de son grand-père, James est inscrit à l'école évangélique King Edward de Southampton pendant deux ans, à la suite de quoi il intègre en septembre 1931 la public school de Monkton Comb School.
MacLachlan est un élève peu doué, même s'il excelle en poésie. Il est également peu sportif malgré un intérêt pour le rugby et l'aviron. Il est cependant passionné par la biologie et l'ingénierie : avec des amis, il fabrique un pistolet de petit calibre.
James MacLachlan trouve sa vocation lors de vacances en Écosse, en mai 1936. Il se rend aux portes ouvertes de la base aérienne de RAF Leuchars et fait son baptême de l'air, ce qui le décide à devenir pilote. Un peu moins d'un an plus tard, en mars 1937, MacLachlan obtient son certificat de fin de scolarité et s'engage dans la Royal Air Force, un mois avant son 18e anniversaire.

### Formation dans la Royal Air Force

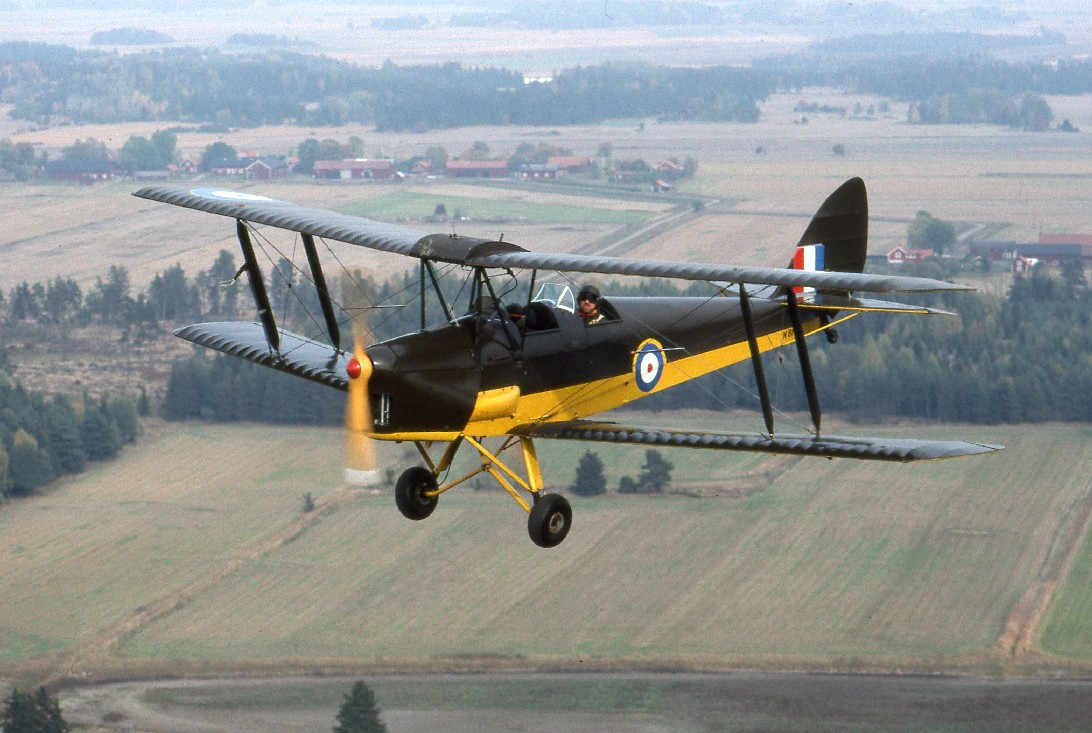
Un De Havilland DH.82 Tiger Moth, le premier avion piloté par James MacLachlan

Le 1er mars 1937, James MacLachlan arrive à la No. 10 Elementary Training School and Reserve Flying Training Centre (École élémentaire de formation et centre d'entraînement au pilotage de réserve n° 10) à RAF Yatesbury (en) dans le Wiltshire. En raison de son éducation religieuse, le jeune homme n'est pas à l'aise avec l'humour de ses camarades et leurs blasphèmes. Il se plaint également à sa mère des sommes que les élèves de l'école sont obligés de débourser : 2,10 livres sterling par semaine pour les repas au mess et 5 shillings pour la blanchisserie, des sommes qui engloutissent la majeure partie de sa maigre solde.
Dès le lendemain de son arrivée, MacLachlan effectue son premier vol dans un avion d'entraînement Tiger Moth, ce qui lui permet d'acquérir une expérience de 45 minutes dans un cockpit ouvert. Il entretient de bon rapport avec son formateur, qui le laisse effectuer son premier vol en solo le 9 mars. James MacLachlan est le plus jeune élève de sa formation, ce qui ne l'empêche pas de sortir deuxième de la No. 10 Elementary Training School le 27 avril 1937. Le mois suivant, il se rend à RAF Uxbridge et obtient le grade de pilot officer à titre temporaire le 18 mai.
James MacLachlan est affecté à la No. 3 Flying Training School de Grantham, dans le Lincolnshire. Le 20 mai, il pilote pour la première fois un Hawker Hart, dont il apprécie beaucoup la vitesse. Malgré des difficultés dans les exercices de navigation, MacLachlan sort diplômé de cette nouvelle école en étant qualifié de « pilote au-dessus de la moyenne ». Il choisit ensuite de se diriger vers les bombardiers moyens (en) et légers (en) et intègre pour cela la No. 3 Advanced Flying Training School (école de pilotage avancé N°3) dans le Gloucestershire. Là, il découvre le bombardement en piqué et l'appui aérien rapproché. MacLachlan apprécie particulièrement les exercices de tir qu'il pratique à la fin de son entraînement ainsi que les bombardements à munitions réelles, qu'il pratique en payant lui-même les bombes qu'il lâche.
Après avoir achevé son parcours dans une nouvelle base près de Pwllheli, au nord du Pays de Galles termine officiellement sa formation de pilote le 26 novembre 1937 en étant encore qualifié de pilote au-dessus de la moyenne. Il a alors 92h de vol à son actif.

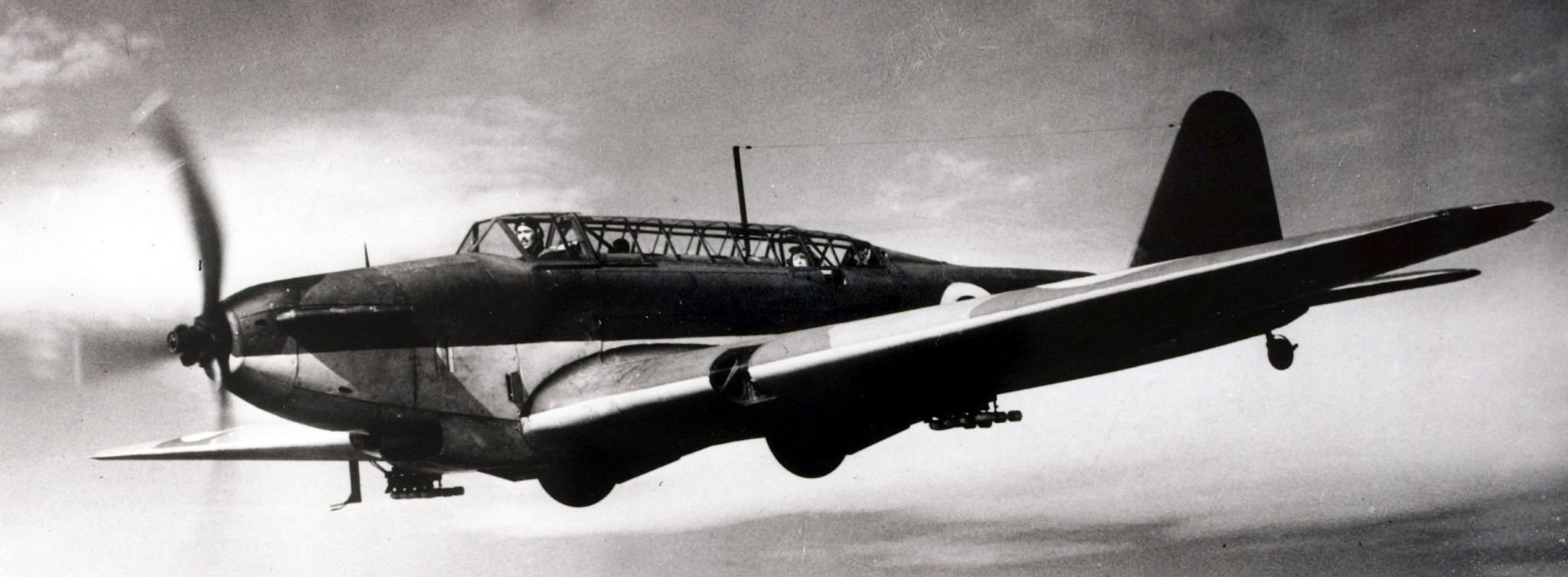
Un Fairey Battle.

A sa sortie de formation, James MacLachlan est affecté le 6 décembre au No. 88 Squadron RAF, à RAF Boscombe Down (en). Le No. 88 Squadron est alors une unité récemment recréée, dans le cadre du plan de développement de la Royal Air Force pour faire face à la Luftwaffe. L'unité reçoit peu de temps après l'arrivée de MacLachlan de nouveaux appareils : des chasseurs-bombardiers Fairey Battle.
MacLachlan pilote ce successeur du Hawker Hart pour la première fois le 30 décembre. Le 1er mars 1938, il est confirmé à titre permanent dans son grade de pilot officer, jusqu'ici temporaire. Deux mois plus tard, en mai, il retourne en formation dans le Northumberland pour parfaire ses compétences en tir, en bombardement et en vol en formation. Pour tout cela, les pilotes du No. 88 Squadron s'exercent par des simulations d'attaque contre la 2e division d'infanterie.

## Seconde Guerre mondiale

### Drôle de guerre
Le 1er septembre 1939, l'Allemagne envahit la Pologne. Dès le lendemain, le No. 88 Squadron passe en France pour se rendre au sud-est de Reims. L'unité de MacLachlan est alors subordonnée à la RAF Advanced Air Striking Force (Force aérienne d'attaque avancée de la RAF), un groupement d'escadrons de bombardiers légers destinés à frapper des cibles sur le territoire allemand, et commandé par le Air vice-marshal Patrick Playfair (en).
Les premiers affrontements entre des pilotes du No. 88 Squadron et leurs adversaires allemands surviennent le 20 septembre lorsque trois Fairey Battle sont abattus près de Sarrebruck par des chasseurs Messerschmitt Bf 109 de la Jagdgeschwader 26 et qu'un autre appareil anglais est contraint à un atterrissage forcé auquel l'équipage ne survit pas. Les pertes importantes subies par les unités de Battles lors de leurs incursions en Allemagne (sans escorte) poussent le commandement du No. 88 Squadron à renforcer l'armement des avions en ajoutant une troisième mitrailleuse maniée par l'observateur.
Le 26 octobre, James MacLachlan est promu flying officer. Peu après, son unité prend ses quartiers d'hiver jusqu'en mars, dans la région de Perpignan. Le 1er avril, il fête son 21e anniversaire en se rendant dans les Pyrénées. Le 9, cependant, l'Allemagne envahit le Danemark et la Norvège, ce qui entraîne la mise en alerte du No. 88 Squadron, qui est rapidement transféré dans le nord de la France, à Mourmelon. Le 10 mai, l'Allemagne lance l'invasion du Benelux et de la France.

### Bataille de France
L'aérodrome du No. 88 Squadron subit une attaque aérienne dès le premier jour de l'invasion allemande : des Junkers Ju 88 détruisent des hangars et deux avions lors d'une attaque de nuit. Le 11 mai, il est à nouveau bombardé et trois Battles sont perdus lors d'une attaque de jour contre des colonnes de l'armée allemande dans les environs de Prüm. Le 14, James McLachlan effectue sa première sortie au-dessus de la tête de pont allemande de Sedan. Les unités aériennes britanniques sont alors engagées dans une offensive aérienne destinée à ralentir l'avancée des divisions blindées allemandes qui ont percé le front quelques jours plus tôt. Elles enregistrent des pertes extrêmement lourdes, de l'ordre de 50%, du fait des canons antiaériens et des avions de chasse allemands. MacLachlan, lui, réussit à regagner sa base indemne en volant à très basse altitude. Le lendemain, l'aérodrome du No. 88 Squadron est bombardé à nouveau et l'unité doit se replier vers Troyes.
Le 19 mai, l'escadron effectue des opérations de nuit en raison de la supériorité aérienne allemande. MacLachlan effectue notamment un raid contre Givet. Le 21, il revient aux missions de jour, en attaquant des blindés allemands dans la Somme. Le pilotage en rase-motte de MacLachlan n'est pas du goût de son mitrailleur, qui va se plaindre auprès du commandant de l'escadron en disant qu'il « ne veu[t] pas être tué par ce putain de MacLachlan. Il ne se soucie pas de son équipage ! ».

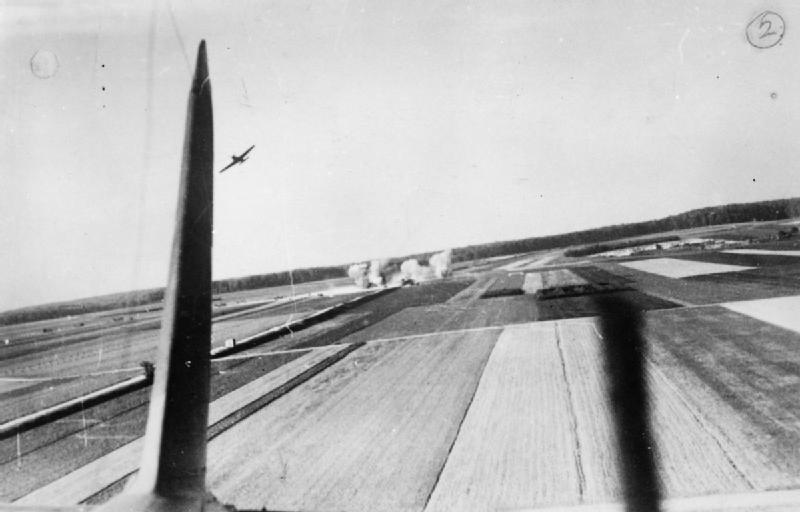
Bombardement d'un convoi hippomobile allemand par deux Fairey Battle près de Dunkerque, vu depuis la position du mitrailleur à l'arrière d'un Battle.

MacLachlan frappe des cibles ferroviaires à Bingen am Rhein, en Allemagne, le 23 mai, puis près de Sedan le 25. Au cours de cette dernière mission, son appareil est endommagé par un tir de DCA. Le No. 88 Squadron est ensuite déplacé plus au sud pour soutenir les forces françaises engagées dans la bataille d'Abbeville. Le 10 juin, la verrière de son Battle est détruite par un tir venu du sol, dont il sort indemne. Le 13, sa formation est attaquée par des Bf 109 au retour d'une mission et MacLachlan prétend en avoir endommagé deux par ses tirs de riposte, sans que cela ne puisse être confirmé.
Le No. 88 Squadron effectue un dernier raid le 14 juin — le jour de la chute de Paris — et l'escadron quitte la France alors que la résistance alliée s'effondre pour gagner RAF Driffield (en) dans le Yorkshire. Alors qu'il survole l'Angleterre, MacLachlan fait un détour pour survoler à basse altitude son ancienne école à Monkton Combe, près de Bath, ou l'un de ses frères est scolarisé à ce moment. Le 23 juin, le No. 88 Squadron est à Belfast, pour se reposer et se réorganiser après les lourdes pertes subies lors de la campagne de France. Pour ses actions lors de cette campagne, justement, James MacLachlan reçoit la Distinguished Flying Cross.

### Bataille d'Angleterre
James MacLachlan souhaite retourner au combat le plus rapidement possible, alors que son pays s'engage dans la bataille d'Angleterre à partir de juillet 1940. Il se porte donc volontaire pour intégrer les unités de chasse subordonnées au RAF Fighter Command. Le 18 août, il est sélectionné, avec cinq autres pilotes de son escadron, pour se reconvertir en pilotes de chasse. Il suit un bref entraînement dans le No. 145 Squadron RAF (en) à RAF Drem (en) lors duquel il apprend à piloter un Hawker Hurricane. En neuf jours, il accumule 18h de vol sur le chasseur et est envoyé en patrouille à partir du 30 août au-dessus de l’Écosse, un secteur calme mais tout de même menacé par la Luftflotte 5 basée en Norvège. James MacLachlan continue ces patrouilles pendant le mois de septembre, sans rencontrer de pilotes allemands. Le seul incident qu'il rencontre est un atterrissage forcé le 21 septembre à cause d'une fuite d'huile du moteur de son Hurricane.
Le 27 septembre 1940, MacLachlan est transféré vers le No. 73 Squadron RAF, qui participe à la défense de Londres depuis RAF Castle Camps (en). Ce secteur concentre l'essentiel des combats et des pertes britanniques de la bataille. En tant que pilote de Hurricane, la tâche de MacLachlan est de s'attaquer en priorité aux bombardiers en laissant la charge des escortes de chasseurs aux pilotes de Spitfire.
Le 30 septembre, MacLachlan effectue sa première mission de défense de Londres, sans rencontrer d'avion allemand. A ce moment de la bataille d'Angleterre, le gros des attaques allemandes est constitué de Bf 109 reconvertis en chasseur-bombardiers et équipés d'une bombe de 250kg. MacLachlan engage son premier combat aérien aux commandes d'un chasseur contre un raid de ce type le 7 octobre. Après avoir patrouillé sans succès l'estuaire de la Tamise pour défendre Chelmsford, il repère deux Bf 109, qui sont bientôt rejoints par six autres pour attaquer l'escadron de MacLachlan. Au cours du combat, il touche un avion allemand, qui plonge en laissant derrière lui une traînée de fumée. Il est donc crédité d'une victoire probable lors de son retour à sa base. Le 12 octobre, James MacLachlan poursuit sans succès un Heinkel He 111 au-dessus de RAF Castle Camps (en) pour sa dernière rencontre hostile de la bataille d'Angleterre.

### Arrivée en Méditerranée

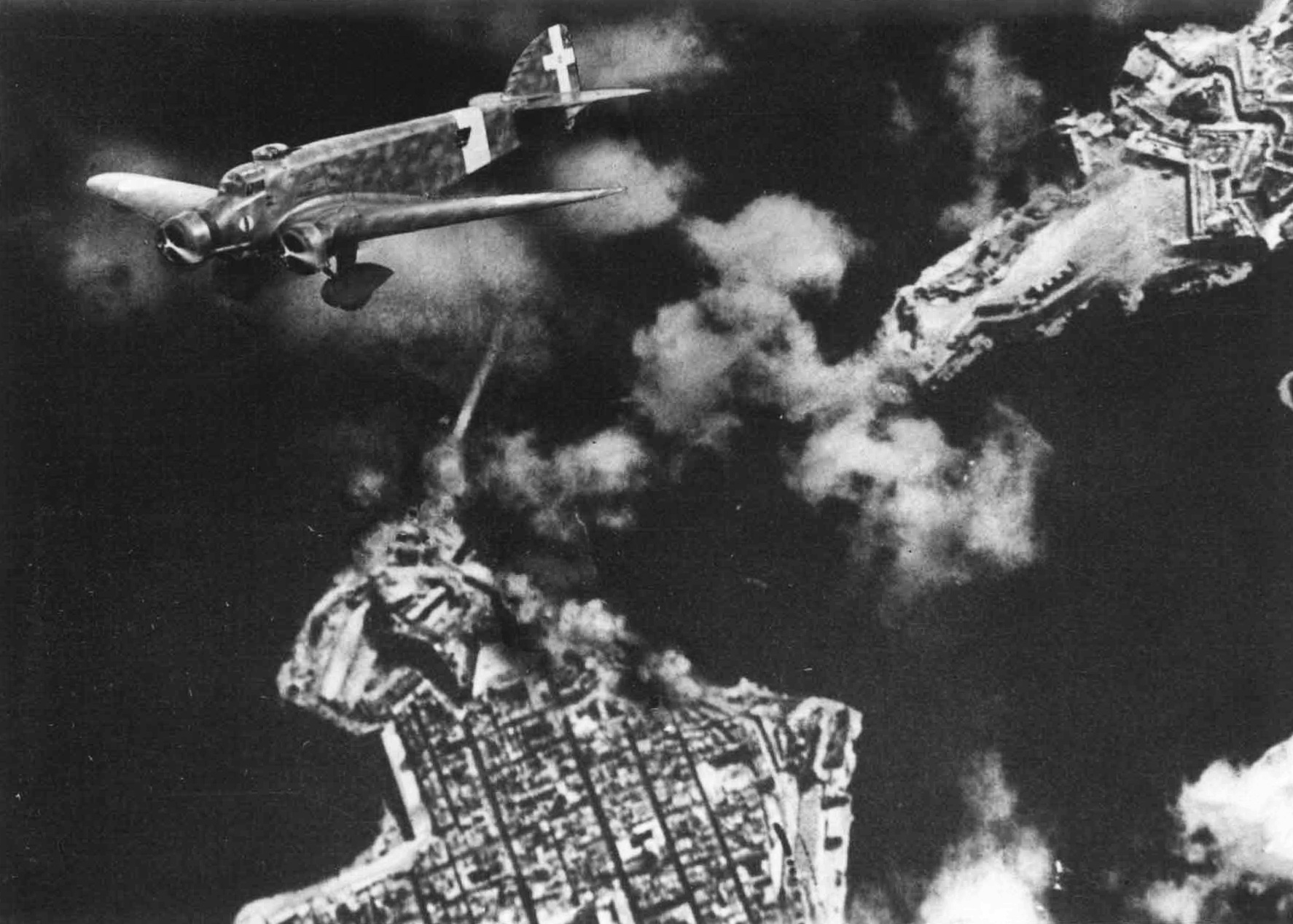
Bombardement italien sur la zone de Grand Harbour.

Deux semaines plus tard, James MacLachlan apprend qu'il va être transféré à Malte. Il embarque à bord du porte-avions HMS Argus le 7 novembre 1940 pour mettre le cap sur le théâtre d'opérations méditerranéen. L'ouverture d'un nouveau front en Afrique du Nord en juin 1940 accroît la valeur stratégique déjà considérable de Malte. Les forces aériennes et navales britanniques basées sur l'île peuvent en effet attaquer les navires de l'Axe transportant des ravitaillement vitaux et des renforts en provenance d'Europe : Churchill qualifie l'île de « porte-avions insubmersible ». Le général Erwin Rommel, commandant de facto des forces de l'Axe en Afrique du Nord, reconnaît lui aussi rapidement l'importance de Malte. En mai 1941, il prévient que « sans Malte, l'Axe finira par perdre le contrôle de l'Afrique du Nord ». L'Axe décide de bombarder ou d'affamer Malte afin de l'affaiblir en vue d'une invasion, en attaquant ses ports, ses villes et les navires alliés qui approvisionnent l'île. Malte devient ainsi l'une des zones les plus intensément bombardées pendant la guerre. La Luftwaffe et la Regia Aeronautica effectuent au total 3 000 raids de bombardement, larguant 6700 tonnes de bombes sur la seule zone de Grand Harbour, en deux ans.
MacLachlan est plongé au cœur de la bataille pour l'île avant même son arrivée sur le sol maltais. Le 27 novembre, son convoi est attaqué par la marine italienne lors de la bataille du cap Teulada. Son porte-avion n'est pas touché par les tirs et les bombes qui tombent autour de lui et les seules pertes d'appareil recensées sont des Hawker Hurricane tombés à court de carburant avant de pouvoir apponter.
A son arrivée à Malte, James MacLachlan est affecté au No. 261 Squadron RAF basé à Ta' Qali. Mais il est rapidement désœuvré, faute d'avion opérationnel. Un mois après son arrivée, il obtient une permission pour se rendre à Gibraltar lors de laquelle il accompagne quelques pilotes d'hydravions du No. 202 Squadron RAF (en) qui surveillent le détroit. James MacLachlan est de retour à Malte dans son escadron au début du mois de janvier 1941.

#### Siège de Malte

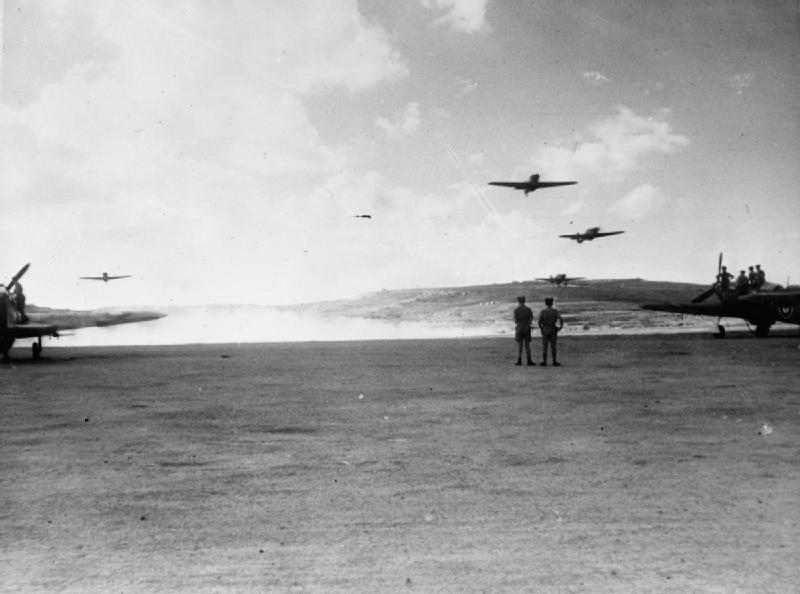
Des Hawker Hurricane du No. 261 Squadron RAF décollent de Ta' Qali, à Malte, pour intercepter des avions de l'Axe.

En janvier 1941, les Britanniques mettent sur pied l'opération Excess, destinée à ravitailler Malte en munitions, ce qui entraîne une recrudescence d'actions anti-navires dans la Méditerranée. Au même moment, le X. Fliegerkorps allemand arrive en Sicile pour soutenir l'armée de l'air italienne, en difficulté après l'échec de l'invasion de l’Égypte. Le 9 janvier, James MacLachlan participe à sa première mission de défense de Grand Harbour, lors de laquelle il attaque six Macchi M.C.200 du 6º Gruppo caccia (it). Aux commandes de son Hurricane, il en abat un, qu'il voit tomber dans la mer,. Le pilote, Luigi Armanino, s'en sort blessé au bras et à la cuisse et est secouru par les Britanniques avant d'être interné dans un camp de prisonniers à Malte. Quelques minutes après cette première victoire aérienne certaine de sa carrière, MacLachlan abat un deuxième Macchi,.
Le 10 janvier, le HMS Illustrious est attaqué par la Luftwaffe alors qu'il est à quai à Malte, sans que l'escadron de MacLachlan ne réussisse à intercepter les bombardiers en piqué allemands. Le 16 janvier, le même spectacle se reproduit, mais James MacLachlan n'est pas autorisé à décoller pour attaquer les Allemands, malgré toutes ses demandes,. Trois jours plus tard, le porte-avion est une fois de plus attaqué les Stukas du Sturzkampfgeschwader 1 et du Sturzkampfgeschwader 2. Au cours de la bataille, James MacLachlan tue le mitrailleur d'un Stuka avant d'envoyer l'appareil à la mer. Peu de temps après être revenu à sa base, il redécolle pour engager et abattre un deuxième Stuka isolé. Il est toutefois attaqué par un CR.42 italien, qu'il finit par abattre. Le pilote réussit à s'éjecter et est fait prisonnier. Cette cinquième victoire fait de James MacLachlan un as de l'aviation. Cependant, il n'arrête pas sa série à cette troisième victoire de la journée. Après avoir ravitaillé son Hurricane en carburant et en munitions, James MacLachlan redécolle et abat un hydravion italien CANT Z.506, tuant son pilote,. Une troisième raid arrive dans la même journée du 19 janvier, lors duquel James MacLachlan remporte sa cinquième victoire de la journée en abattant un bimoteur Ju 88 de la Lehrgeschwader 1. Ses actions de cette journée lui valent de recevoir une barrette pour sa Distinguished Flying Cross.
Le 9 février, James MacLachlan revendique une première victoire nocturne contre un Ju 88 qu'il déclare avoir détruit. Une station Y de Malte capte cependant les appels de détresse de l'équipage allemand, qui s'identifient comme étant en fait des pilotes de He 111 appartenant à la Kampfgeschwader 26. L'ensemble de l'équipage survit. Moins d'une demi-heure plus tard, il engage un Ju 88 de la Lehrgeschwader 1 et le revendique abattu lui aussi. Là encore l'appareil s'en sort en réalité, puisqu'il réussit à regagner Catane, mais est détruit à l'atterrissage.
Au cours des jours suivants, le moral britannique commence à baisser lorsque les Bf 109 de la 7e escadrille de la Jagdgeschwader 26, commandée par l'Oberleutnant Joachim Müncheberg, commence à infliger des pertes sérieuses aux unités de Hurricanes, des avions techniquement inférieurs. MacLachlan prend par surprise un groupe de Bf 109 le 11 février, mais les pilotes allemands le repère à temps, montent et s'enfuient. Dans son journal, il note le mauvais moral de son escadron dû au succès des Bf 109 et relate le désespoir des pilotes désireux d'abattre l'un d'entre eux.

Le 16 février 1941, James MacLachlan engage un nouveau groupe de Bf 109 au-dessus de Malte. Au terme d'une manœuvre, il réussit à se placer dans la queue d'un chasseur allemand mais néglige de surveiller ses arrières. Un pilote allemand en profite et ses tirs pulvérisent le cockpit de MacLachlan, touchant également son moteur. Son bras gauche se met à saigner abondamment et il en perd rapidement l'usage. Il parvient cependant à enlever son casque et son équipement radio, à faire glisser la verrière vers l'arrière et à sauter de son avion. Au cours de sa chute, MacLachlan ne réussit initialement pas à trouver le cordon d'ouverture de son parachute. Selon lui, il finit par abandonner tout espoir, pensant que le cordon a été arraché. Seule la pensée de sa mère étant informée du décès de son fils le pousse à tenter à nouveau d'ouvrir son parachute. Il y réussit finalement et atterrit, épuisé, dans un jardin.
James MacLachlan a probablement été abattu par Joachim Müncheberg lui-même, puisque l'as allemand revendique ce jour-là sa 26e victoire sur un Hurricane dont le pilote s'est éjecté : MacLachlan est le seul à s'être éjecté lors du combat. James MacLachlan est hospitalisé avec une blessure grave au bras gauche. Les médecins lui administrent une solution saline pour empêcher la coagulation du sang, mais son bras est trop endommagé pour être soigné et il est finalement amputé au-dessous du coude. Sa détermination et sa réputation sont telles que les infirmières et l'escadron prennent déjà des paris sur son retour au combat dans les quinze jours, le jour de l'opération. A l'hôpital, l'as anglais retrouve Luigi Armanino, sa victime du 9 janvier. Les deux pilotes fraternisent et discutent de l'expérience d'Armanino pendant la guerre civile espagnole et des caractéristiques techniques des Fiat CR.42 Falco italiens,.
Dès le 6 mars, MacLachlan est de nouveau dans les airs, en tant que passager d'un vol de transport. Le 22, il s'embarque sur le HMS Defender (en). Après un passage en Egypte, il gagne la Grèce mais doit regagner rapidement sa première étape puisque la bataille de Grèce tourne définitivement au désavantage des Alliés. De là, il embarque pour un vol de transport sur un Junkers Ju 52 allemand capturé avec lequel il descend le Nil puis gagne l'Afrique du Sud en passant par le Soudan et le Kenya. Le 24 avril, il prend les commandes de l'appareil, malgré son infirmité. Après avoir atteint l'Afrique du Sud le 10 mai, James MacLachlan regagne l'Angleterre par différentes étapes (Lagos, Banjul, Lisbonne, Dublin puis finalement Bristol le 7 août 1941).

### Chasseur de nuit
De retour en Angleterre, James MacLachlan passe devant une commission médicale le 13 août et est jugé apte à voler, ce qu'il fait sur Spitfire le 21 malgré son infirmité. Après un détour par Bournemouth pour voir son frère Gordon, pilote au No. 501 Squadron RAF (en), il gagne le Queen Mary's Hospital (en) de Roehampton pour aider les médecins dans la conception d'une prothèse lui permettant de remplacer sa main gauche. MacLachlan indique aux prothésistes vouloir un dispositif qui lui permette de piloter un Hurricane : Ils conçoivent donc un membre qui lui permet d'actionner la manette des gaz tout en tenant le manche et le bouton de tir de la main droite. Après des heures d'études du cockpit de l'avion, l'équipe médicale de Roehampton conçoit un bras avec quatre goupilles à ressort, comme des doigts, qui lui permettent d'utiliser les commandes du côté gauche du cockpit : pas de l'hélice, gestion des gaz, du compresseur de suralimentation et contrôle du mélange air/carburant. Les commandes du train d'atterrissage se trouvant sur le côté droit de l'appareil, James MacLachlan doit toutefois prendre le manche avec sa main artificielle lors de cette manœuvre critique. Son nouveau bras s'avère toutefois satisfaisant, et il accumule autant d'heures de vol sur Hurricane que possible pendant le mois de septembre 1941, ce qui ne va pas sans incidents. Le 7 septembre, il atterrit en urgence pendant un vol de nuit avec des projecteurs, et le 28, il manque de peu d'entrer en collision avec un Bristol Blenheim dans des nuages bas. Cependant, le 15 octobre, James MacLachlan est jugé à apte à reprendre les missions de combat.
Le 3 novembre 1941, MacLachlan est promu squadron leader et reçoit le commandement du No. 1 Squadron RAF à RAF Redhill (en) et équipé de Hawker Hurricanes Mk. IIc pour mener des opérations d'intrusions (en) nocturnes au-dessus de l'Europe occidentale. James MacLachlan se voit alors attribuer son avion personnel, le Hurricane BD983/JX-Q. Il y peint un emblème montrant un bras gauche traversé par un obus et les doigts faisant le signe V. L'escadron passe l'hiver 1941-1942 à s'entraîner intensivement à la chasse de nuit. En février 1942, James MacLachlan est en formation dans une école de défense anti-aérienne de Shrivenham lorsque son escadron est engagé dans les combats aériens de l'opération Donnerkeil, visant à couvrir le retrait par la Manche de trois importants navires de surface allemands vers la Mer du Nord.
| Photo noir et blanc d'un homme en combinaison de vol, adossé à l'aile d'un avion · Profil couleur d'un avion |

Le 1er avril, le No. 1 Squadron remporte ses premières victoires sous le commandement de MacLachlan, lorsque le pilote tchécoslovaque Karel Kuttelwascher abat deux Ju 88.
En avril 1942, les Allemands lancent les raids Baedeker contre des villes britanniques en représailles aux attaques menées par les bombardiers du RAF Bomber Command contre l'Allemagne. Le 18 avril, des Do 217 attaquent Portsmouth en représailles contre le bombardement de Lübeck les 28 et 29 mars. Une attaque contre Rostock le 23 avril entraîne des raids sur Bath, Exeter, Canterbury, Norwich et York trois jours plus tard. Dans la nuit du 26 au 27 avril 1942, James MacLachlan décolle pour attaquer les aérodromes autour d'Évreux et de Dreux pendant que la Luftwaffe bombarde Bath. Il abat un Dornier Do 217 du Kampfgeschwader 2 et en endommage un autre avant d'être contraint d'arrêter la poursuite, son canon s'étant enrayé. James MacLachlan reçoit les félicitations de l'Air vice-marshal Trafford Leigh-Mallory à la suite de cette mission. Le 30 avril, il détruit deux locomotives entre Le Havre et Rouen, une autre près d'Yvetot et endommage un remorqueur sur la Seine lors d'une mission d'intrusion nocturne en Normandie.
Dans la nuit du 4 au 5 mai, la Luftwaffe attaque Exeter. Cette nuit-là, MacLachlan revendique la destruction de deux He 111 du Küstenfliegergruppe 506. Il suit les bombardiers allemands jusqu'en France et les attaque là où ils se croient en sécurité. En réalité, ses deux victimes sont des Ju 88 qui se sont écrasés près de Dinard, ne laissant que deux survivants parmi les huit membres d'équipages allemands,.

Le 16 mai, MacLachlan est informé qu'il sera décoré de l'Ordre du service distingué le 29. Il totalise alors 11 victoires aériennes. Le 18 mai 1942, il est interviewé par la BBC au journal radiophonique de 21h, dans lequel il livre ses impressions sur les missions nocturnes qu'il réalise. Il dit notamment :
Le pilote d'intrusion moyen n'est certainement pas le tueur aux yeux de chat et mangeur de carottes que la presse présente parfois. La plupart d'entre nous, chasseurs de nuit, aimons simplement trop nos matins au lit pour voler en plein jour. Donnez-moi une nuit au clair de lune et mon bon vieil Hurricane, et vous pouvez avoir vos Spitfire et votre préparation à l'aube. Nous n'avons pas à nous soucier des vols en formation, ni des bombardiers à escorter. En fait, nous n'avons rien d'autre à faire que de nous amuser une fois que nous avons franchi la côte française.

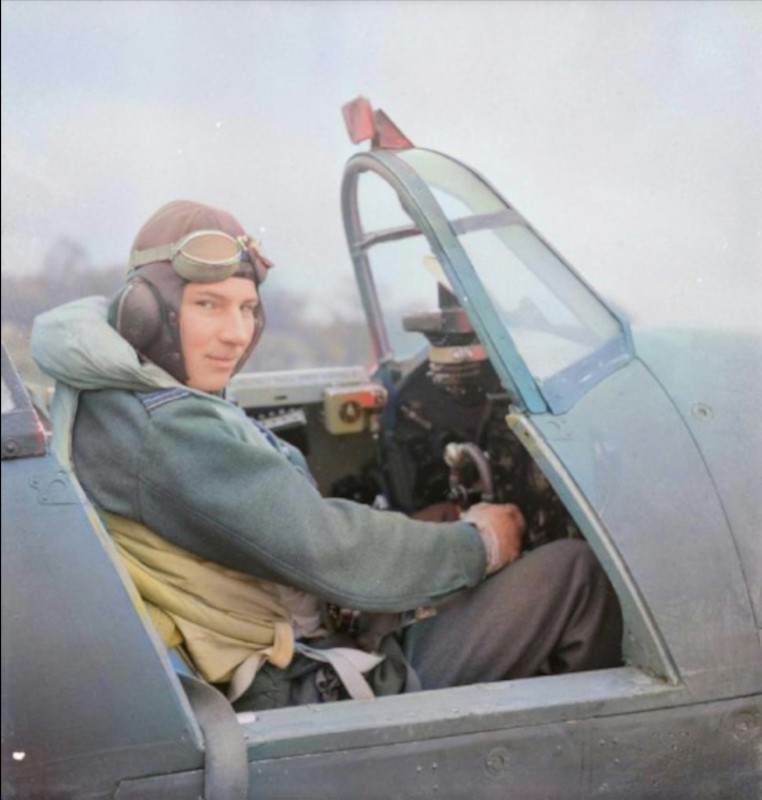
MacLachlan, dans le cockpit de son Hurricane IIC à Tangmere, le 20 novembre 1941.

Dans la nuit du 3 au 4 juin 1942, James MacLachlan s'infiltre parmi dans un groupe de Do 217 de la Kampfgeschwader 2 en train de tourner en rond pour préparer leur atterrissage à Saint-André-sur-Orne. En 14 secondes, il abat deux bombardiers et en endommage deux autres avant que les défenses allemandes ne soient alertées et ne commencent à riposter. En compagnie de Karel Kuttelwascher, il suit ensuite une formation de 15 bombardiers allemands de retour d'un raid sur Poole. Les apercevant au-dessus de leur terrain d'aviation, MacLachlan en détruit un, puis est repéré par des projecteurs. Tout en évitant les tirs de DCA, il s'attaque à un autre bombardier et l'abat avant d'en endommager deux autres. Kuttelwascher arrive sur place après le départ de son chef d'escadron et abat deux bombardiers supplémentaires, un He 111 et un Do 217.
Ces victoires furent les dernières de MacLachlan au sein de son escadron. Jusqu'au début du mois de juin, il poursuit ses missions, avant que le No. 1 Squadron ne soit déplacé dans le Yorkshire pour être placé au repos. Le 31 juillet, il est transféré dans une unité d'entraînement opérationnel (la 59 Operational Training Unit) pour y être instructeur. Le 11 août 1942, lui et Karel Kuttelwascher sont décorés de la croix de guerre tchécoslovaque par Edvard Beneš, le président du gouvernement provisoire tchécoslovaque. A cette occasion, James MacLachlan peut essayer les Hawker Typhoon appelés à remplacer les Hurricane vieillissants de son ancien escadron.

### Tournée américaine
Alors qu'il est basé à Crosby-on-Eden (en) avec son unité, MacLachlan pilote d'autres types d'avions, dont le Bristol Beaufighter. Le 20 août 1942, il est affecté à l'Air Fighting Development Unit RAF (en) (Unité de développement du combat aérien) basée à RAF Duxford pour une courte période lors de laquelle il pilote plus d'une quinzaine d'avions différents. Dans cette  unité destinée à la recherche et aux tests, il peut essayer un bombardier lourd Short Stirling, des chasseurs comme des Spitfires ou des Bell P-39 Airacobra américains, ainsi que des appareils allemands capturés et mis en service dans une escadrille spécifique de la Royal Air Force, la No. 1426 Flight RAF (en), surnommée « Rafwaffe ». Il pilote notamment un Ju 88 et est passager dans un He 111.
Le 4 octobre 1942, James MacLachlan reçoit un avis l'informant qu'il a été sélectionné pour représenter la RAF au cours d'une tournée aux États-Unis, lors de laquelle il doit donner des conférences aux élèves pilotes britanniques et américains.
MacLachlan quitte Liverpool pour le Canada à bord du RMS Queen Elizabeth dans un convoi fortement surveillé et arrive à Halifax, en Nouvelle-Écosse, le 17 octobre 1942. Il se rend à Montréal le 24 octobre, avant de se rendre à New York le soir même. De New York, il se rend à Washington le 28 octobre pour recevoir ses ordres de la délégation de la Royal Air Force aux États-Unis. Sa mission est de former les élèves officiers britanniques des écoles de pilotages américaines au règlement général de service de la RAF en vue de leur intégration future dans des unités d'entraînement opérationnel (Operational Training Units, ou OTU). Pour cela, il est d'abord affecté à la base aérienne d'Eglin en Floride et se déplace régulièrement à celle de Craig (en), en Alabama.

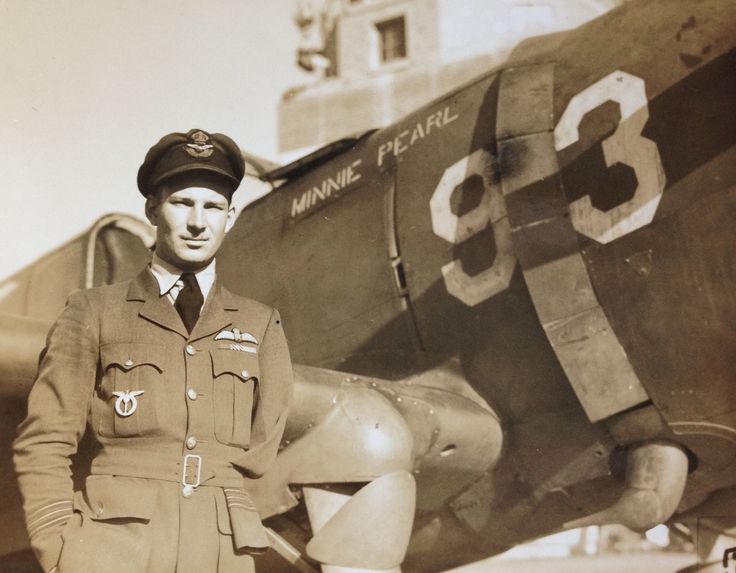
James MacLachlan devant un P-36 Hawk lors de sa visite aux États-Unis, en 1943.

James MacLachlan donne cependant des conférences dans des écoles de pilotage sur tout le pays. Il passe à Los Angeles à la fin de l'année 1942 (l'occasion pour lui de visiter Hollywood et de rencontrer des célébrités comme Orson Welles ou Joan Fontaine). En janvier 1943, il se rend en Arizona et au Texas. Ces déplacements lui permettent de tester divers avions américains, tels que le Curtiss P-40 Warhawk, le Lockheed P-38 Lightning et le Republic P-47 Thunderbolt. En février, James MacLachlan participe à un spectacle de voltige aérienne à Mesa, en Arizona. Le 18, il est contraint d'atterrir en urgence dans le désert texan en raison d'une panne de carburant au cours d'un vol entre Fort Stockton à El Paso.
Le 6 mars 1943, MacLachlan entame le voyage de retour vers la Grande-Bretagne. Il se rend au Canada à bord d'un Lockheed L-18 Lodestar, et passe huit jours avec le RAF Ferry Command à Montréal pour piloter des B-25 Mitchell. Du Canada, il gagne la Sondrestrom Air Base (en), au Groenland, puis Reykjavik, en Islande. James MacLachlan atteint Prestwick le 3 avril 1943. Il rend d'abord visite à son ancien escadron, le No. 1 Squadron RAF basé à Ibsley. Après cela, James MacLachlan est renvoyé à l'Air Fighting Development Unit RAF (en) le 15 avril 1943. Quatre jours plus tard, il apprend la mort de son frère Gordon. Ce dernier a en effet été abattu le 16 avril au-dessus de Brest alors qu'il escortait un raid de bombardiers B-24. Sa dépouille est récupérée et enterrée par les Allemands à Plouguerneau.

### Front de la Manche
Après avoir regagné son unit à Wittering le 15 avril 1943, James MacLachlan entame des essais sur des P-51 Mustang équipés de moteurs Rolls-Royce Merlin ou Allison V-1710. Il choisit un Mustang (no FD442) équipé de ce dernier moteur pour en faire son avion personnel. Quelques semaines plus tard, le 29 mai, il se rend dans son ancienne école de Monkton Comb School, qui s'était engagée à lever un millier de livres sterling au bénéfice de la Royal Air Force pour contribuer à l'achat d'un Spitfire.
James MacLachlan n'est pas satisfait de son poste et insiste auprès de ses supérieurs pour obtenir une affectation opérationnelle. À contrecœur, Trafford Leigh-Mallory, le commandant du RAF Fighter Command, lui accorde l'autorisation de mener des missions au-dessus de la France. Depuis son retour des Etats-Unis, MacLachlan élabore des tactiques pour pénétrer profondément dans l'espace aérien allemand, là où les chasseurs alliés n'ont encore jamais opéré de jour. Il propose de franchir la ceinture de défense de la Luftwaffe à basse altitude et s'entraîne donc à ce genre de pilotage en passant des heures à voler à la cime des arbres. Le 8 juin 1943, il tente une sortie avec son P-51 mais en contraint de rebrousser chemin avant d'arriver au Tréport à cause du mauvais temps et de deux Fw 190 observés dans le secteur. Il fait également le constat que la visibilité arrière du P-51 est limitée, et qu'il ne peut donc pas mener ce genre d'action en étant seul.
Peu de temps après, James MacLachlan se lie avec Geoffrey Page (en), un pilote récemment affecté à l'Air Fighting Development Unit RAF. Page sort à ce moment d'un long parcours de rétablissement après avoir été grièvement brûlé au visage et aux mains le 12 août 1940 lorsque son Hawker Hurricane fut abattu au cours d'un combat contre des bombardiers allemands. Page dut subir 15 opérations de reconstruction au cours des années suivantes. Les deux hommes envisagent de mener des patrouilles offensives en duo et commencent à s'entraîner avec leurs Mustang respectifs. Leur opération nécessite peu de vent, afin de ne pas gêner la navigation, et une faible couverture nuageuse pour leur permettre aux deux pilotes de repérer la silhouette des avions ennemis, même à grande distance. Les Hawker Typhoon de l'ancien escadron de MacLachlan assurent quant à eux une diversion en attaquant des navires allemands au large de Boulogne. Page et MacLachlan décollent le 29 juin 1943 à 8h55 de RAF Lympne (en). Les deux pilotes forment selon Geoffrey Page une « sacrée paire, à partir à l'assaut de l'ennemi avec seulement une main valide entre [eux deux] »,.

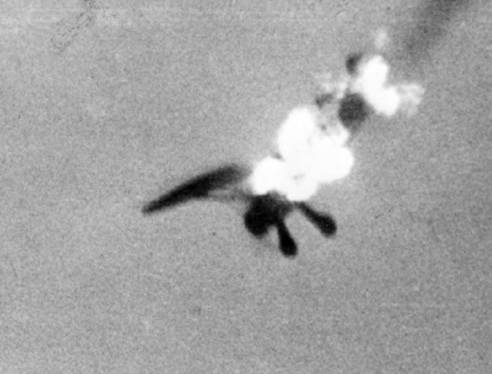
L'un des deux Henschel Hs 126 abattus par James MacLachlan lors de sa sortie du 29 mai, vu depuis sa cinémitrailleuse.

Les deux P-51 traversent la Seine et atteignent Rambouillet, où ils aperçoivent une formation d'avions ennemis. Ils attaquent par surprise quatre avions d'entraînement Henschel Hs 126 de la Jagdgeschwader 105, dont deux tombent sous les balles de MacLachlan (tuant les deux pilotes) tandis qu'un autre est contraint d'atterrir en urgence. Les deux Anglais poursuivent leur route jusqu'à Brétigny-sur-Orge, où ils repèrent deux Ju 88 de la Kampfgeschwader 6 s'apprêtant à atterrir. L'un d'entre eux est abattu par MacLachlan seul, tandis que le deuxième est détruit en coopération avec Page,. Les deux pilotes se retirent rapidement pour éviter les tirs de DCA en provenance de l'aérodrome, quittent le territoire français par le sud-ouest de Dieppe et regagnent l'Angleterre entre Brighton et Newhaven. Pour cette sortie, Geoffrey Page reçoit la Distinguished Flying Cross, tandis que James MacLachlan reçoit une deuxième barrette pour la sienne.
Dans les semaines qui suivent, les deux hommes volent avec les De Havilland DH.98 Mosquito du No. 96 Squadron RAF (en). James MacLachlan envisage de solliciter pour des missions d'intrusion son ancien mitrailleur du temps de la bataille de France, Les Davies, devenu pilote de Mosquito entre temps. Davies accepte, mais il n'aura jamais l'occasion de mener ce type de mission, du fait de la mort de James MacLachlan.

### Mort
MacLachlan et Page se rendent à Tangmere le 15 juillet. Le 18, ils se lancent dans une nouvelle mission d'intrusion de jour. Alors que les deux Mustang traversent la côte française près de Dieppe, Geoffrey Page remarque que l'avion de MacLachlan s'élève soudainement pour passer de la cîme des arbres à 1000 pieds d'altitude. De la fumée s'échappe également de son moteur. Les causes de cette avarie sont difficiles à déterminer : selon Brian Cull et Roland Symons, il est probablement touché par un tir venu du sol tandis que Christopher Shores et Clive Williams soulignent qu'aucune activité de DCA n'a été vue ou entendue. Sans contacter par radio son coéquipier, MacLachlan ouvre sa verrière pour se préparer à sauter avant de se raviser et de diriger son avion vers un petit champ. Geoffrey Page le voit cependant rater son atterrissage, qui précipite son Mustang dans un verger, où ses ailes sont arrachées. Il tourne autour du site du crash à plusieurs reprises et envisage d'atterrir pour le secourir, mais l'espace est trop restreint. Après avoir pris des images du site avec sa cinémitrailleuse et n'avoir constaté aucun signe de vie, il rebrousse chemin vers l'Angleterre.
James MacLachlan est grièvement blessé lors de son crash. Les Allemands le retrouvent avec le crâne fracturé et l'envoient à l'hôpital de campagne 711 de Pont-l'Évêque. Là, il agonise pendant 13 jours avant de finalement mourir de ses blessures le 31 juillet 1943 à 24 ans. James MacLachlan est enterré dans le cimetière communal de Pont-l'Évêque. Geoffrey Page n'apprit que des années plus tard que MacLachlan avait survécu deux semaines à son crash.